# باسويد (حورة)
'

تعديل مصدري - تعديل

باسويد هي إحدى قرى عزلة حوره بمديرية حورة التابعة لمحافظة حضرموت، بلغ تعداد سكانها 112 نسمة حسب تعداد اليمن لعام 2004.